# New Rockford
New Rockford – miasto w Stanach Zjednoczonych, w stanie Dakota Północna, stolica hrabstwa Eddy. W 2008 liczyło 1 256 mieszkańców.